# Quận Columbia, Florida
Quận Columbia là một quận thuộc tiểu bang Florida, Hoa Kỳ. Quận lỵ đóng ở Lake City6. 
Dân số theo điều tra năm 2000 của Cục điều tra dân số Hoa Kỳ là 56.513 người, dân số năm 2005 là 64.040 người .

## Địa lý
Theo Cục điều tra dân số Hoa Kỳ, quận này có diện tích 2070 km2, trong đó có 9,8 km2 là diện tích mặt nước.